# Чёрная рада (фильм)
«Чёрная рада» (укр. Чорна рада; в российском прокате — «Запорожская Сечь») — украинский художественный исторический фильм, снятый на Киевской Киностудии им. А. Довженко в 2000 году режиссёром Николаем Засеевым-Руденко.
Фильм снят по мотивам первого украинского исторического романа «Чёрная рада», написанного Пантелеймоном Кулишом в 1846 году.
Премьера состоялась в 2001 году. В первоначальной версии фильм состоял из 9 серий общей продолжительностью 485 минут. В 2002 году фильм был переформатирован и сокращен на 70 % по неизвестным причинам, продолжительность новой версии фильма составляет 144 мин. Впоследствии состоялась ещё одна трансформация фильма, фильм был сокращен, разбит на 4 серии и дублирован на русский язык. Хотя по украинскому телевидению прокатывали (например в 2013) и полную первоначальную версию.

## Сюжет
Действие фильма происходит на Украине, переживающей тяжелые времена. Смерть гетмана войска Запорожского Богдана Хмельницкого обострила борьбу за гетманскую власть между его бывшим старшим джурой (слугой) Иваном Брюховецким и преемником Юрия Хмельницкого — Якимом Сомко.
Кровавая развязка этого противостояния произошла на «Чёрной» казацкой раде 1663 года, созванной для избрания гетмана Левобережной Украины, участие в которой приняла не только верхушка казачества — казацкая старшина, но и рядовые казаки, в том числе из Запорожской Сечи — «чернь», которая тоже имела право голоса.
На фоне политических интриг, неожиданных союзов и предательств, в фильме разворачивается любовная сюжетная линия.

## В ролях
- Алексей Петренко — Богдан Хмельницкий
- Богдан Ступка — Иван Брюховецкий
- Александр Бондаренко — Яким Сомко
- Александр Быструшкин — Иван Выговский
- Виталий Розстальный — Пугач, кошевой атаман
- Богдан Бенюк — Михайло Черевань
- Сергий Романюк — Иван Шрам
- Руслана Писанка — Мелашка
- Константин Шафоренко — Петро Шрам
- Радмила Щёголева — Леся
- Николай Боклан — Кирило Тур
- Михаил Поплавский — Вуяхевич, генеральный писарь [1]
- Валерий Наконечный
- Юрий Муравицкий — эпизод

## Съемочная группа
- Режиссёр: Николай Засеев-Руденко
- Сценарий: Николай Засеев-Руденко, Григорий Штонь
- Оператор-постановщик: Александр Чёрный
- Художник-постановщик: Инна Быченкова
- Композитор: Игорь Поклад
- Звукооператор: Татьяна Нилова
- Текст песни: Д. Павлычко
- Главный консультант: академик НАН Украины Валерий Смолий
- Поют: Нина Матвиенко, Тарас Штонда
- Редактор: Александр Кучерявий
- Художник по гриму: Нина Одинович
- Художники по костюмах: Валентина Горлань, Алла Сапанович
- Оператор комбинированных съёмок: Валерий Осадчий
- Художник-декоратор: Михаил Полунин
- Монтажёр: Н. Гончаренко
- Директор фильма: Светлана Петрова